# E. Ulrich Franck
Ernst Ulrich Franck (* 2. August 1920 in Hamburg; †  21. Dezember 2004) war ein deutscher Chemiker. Er war Professor für Physikalische Chemie an der TH Karlsruhe.
Ulrich Franck studierte ab 1939 an der Universität Göttingen (unterbrochen von Wehrdienst im Zweiten Weltkrieg), machte dort 1946 seinen Abschluss in Chemie und wurde 1950 bei Arnold Eucken promoviert. Er blieb danach zunächst in Göttingen, war 1960 am Oak Ridge National Laboratory (wo er lebenslange Forschungskontakte knüpfte) und wurde im selben Jahr Professor und Direktor des Instituts für Physikalische Chemie und Elektrochemie an der TH Karlsruhe. 1988 emeritierte er, blieb aber wissenschaftlich aktiv.
1969 bis 1970 war er Gastprofessor an der University of California, Berkeley, 1975 an der Universität Tokio und Kyoto und 1989/90 an der Cornell University. 1979 war er Gastwissenschaftler an der CNEA (Comisión Nacional de Energía Atómica) in Buenos Aires.
Er war ein Pionier im Studium von Wasser und wässrigen Lösungen bei hohen Drücken und Temperaturen. 1981 erhielt er dafür den Bridgman Award. Er veröffentlichte über 200 wissenschaftliche Aufsätze.
1970 erhielt er die Bunsen-Gedenkmünze, 1989 die Abraham-Gottlob-Werner-Medaille der Deutschen Mineralogischen Gesellschaft und 1988 den Yeram S. Touloukian Award der American Society of Mechanical Engineers. 1993 erhielt er die Wilhelm-Jost-Gedächtnismedaille.
1992 wurde er Ehrenmitglied der IAPWS (International Association for the Properties of Water and Steam). Er war Mitglied der Heidelberger Akademie der Wissenschaften (1975), der Göttinger Akademie der Wissenschaften (1991) und der Leopoldina (1978). 1992 wurde er Ehrendoktor der Universität Marburg.
Er hatte über 80 Doktoranden. Zu seinen Schülern gehören Michael Buback (Göttingen), Friedrich Hensel (Marburg), Gerhard Schneider (Marburg).